# Assistente Google
Assistente Google (Google Assistant) è un assistente virtuale sviluppato da Google e annunciato al Google I/O 2016. A differenza di Google Now, l'Assistente Google può eseguire conversazioni con l'utente.
L'Assistente ha fatto il suo debutto come una funzione dell'app di messaggistica Allo e in Google Home, un altoparlante attivato vocalmente. Dopo un periodo iniziale in cui era disponibile esclusivamente sugli smartphone Pixel e Pixel XL, ha iniziato a essere disponibile su altri dispositivi Android, inclusi smartwatch Android Wear, nel febbraio 2017 e, a maggio, su iOS. A seguito dell'annuncio dell'SDK nell'aprile 2017, il supporto all'Assistente è stato esteso su una varietà di dispositivi, tra cui automobili e dispositivi per la domotica. Le funzionalità possono anche essere integrate da sviluppatori di terze parti. Dapprima disponibile solo in paesi di lingua inglese, il supporto è stato via via ampliato, con l'aggiunta dell'italiano il 1º novembre 2017.

## Storia
L'Assistente Google è stato svelato durante l'annuale conferenza per gli sviluppatori tenuta da Google il 18 maggio 2016, come parte dell'altoparlante Google Home e della nuova app di messaggistica Allo; il CEO di Google Sundar Pichai ha spiegato che è stato progettato per eseguire conversazioni con l'utente e per fornire un'esperienza che si estende attraverso diversi dispositivi. Successivamente, Google ha incaricato Ryan Germick, a capo di Google Doodle, e Emma Coats, precedentemente animatore presso Pixar, di fornire un po' più di personalità all'Assistente.

### Espansione della piattaforma
A eccezione di Allo e Google Home, l'Assistente Google era inizialmente esclusiva degli smartphone Pixel e Pixel XL. Nel febbraio 2017, Google ha annunciato di avere iniziato a renderlo disponibile su altri smartphone Android con Marshmallow o Nougat, in lingua inglese. Il 13 dicembre 2017 è stato aggiunto il supporto ai tablet, limitatamente agli Stati Uniti d'America. L'Assistente è anche compatibile con Android Wear 2.0, e lo sarà in versioni future di Android TV, Android Auto e nei Google Pixel Buds.
Il 15 maggio 2017, Android Police ha riportato che l'Assistente Google sarebbe arrivato su iOS tramite un'app apposita, informazione poi confermata al Google I/O.

### Supporto agli sviluppatori
Nel dicembre 2016, Google ha lanciato "Actions on Google", una piattaforma per sviluppatori per l'Assistente Google. Actions on Google migliora ulteriormente l'esperienza utente con l'Assistente, rendendo possibile agli sviluppatori di integrare i loro servizi. Nel marzo 2017, Google ha aggiunto nuovi strumenti per la creazione di giochi pensati per l'Assistente. Originariamente esclusiva per l'altoparlante Google Home, Actions on Google è disponibile per dispositivi Android e iOS da maggio 2017, data in cui Google ha anche reso disponibile un elenco di dispositivi e servizi compatibili. Per incentivare lo sviluppo di applicazioni, Google ha indetto un concorso con vincitori in diverse categorie. Il vincitore del primo posto verrà premiato con un biglietto per il Google I/O 2018, 10 000 dollari e una visita guidata al campus Google.
Inoltre Google ha indetto un programma comunitario per gli sviluppatori dove vengono assegnati vari omaggi in base a quanti utenti ha la propria applicazione:
- Dopo il lancio dell'applicazione si riceve una mail (se idonei) che comunica la vincita dell'omaggio che consiste in una T-Shirt dell'Assistente Google e 200$ mensili per un anno su Google Cloud da usare per servizi come Firebase.
- Se la propria applicazione raggiunge una delle pietre miliari indicate sul Sito[22] si riceve una seconda mail che comunica la vincita del secondo omaggio che consiste in un Google Home, la possibilità di inoltrare l'applicazione al Global Marketing Team di Google (l'applicazione potrà essere usata/mostrato il logo in una campagna pubblicitaria), l'accelerazione delle review dell'applicazione, la possibilità di entrare in un gruppo esclusivo dedicato agli sviluppatori di Actions on Google e la possibilità di essere invitati a degli eventi dedicati agli sviluppatori.

Nell'aprile 2017 è uscito il software development kit (SDK), che permette a sviluppatori di terze parti di progettare hardware in grado di eseguire l'Assistente Google. È stato poi integrato nel Raspberry Pi, automobili Audi e Volvo, e dispositivi di smart home tra cui frigoriferi, lavatrici e forni, da aziende come iRobot, LG, General Electric e D-Link.
Il 4 ottobre 2023 è stata lanciata una nuova versione che integra l'intelligenza artificiale generativa di Google Bard. Essa è chiamata Assistant with Bard.

## Interazione

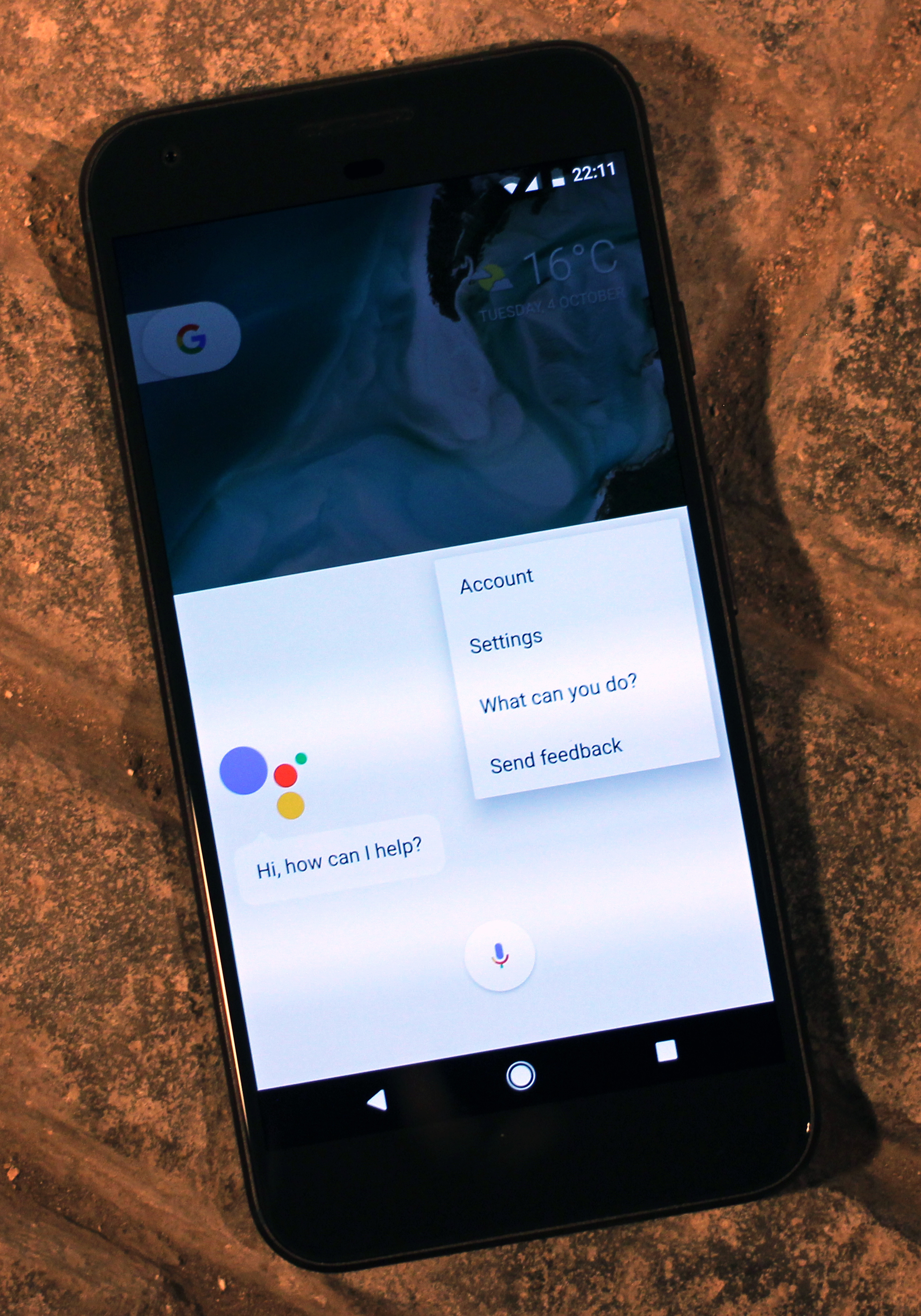
Assistente Google su un Pixel XL

L'utente interagisce con l'Assistente principalmente tramite comandi vocali (per richiamare l'assistente è sufficiente pronunciare le parole Ok Google) ma è possibile anche l'input tramite tastiera. 
L'Assistente Google, come Google Now, può eseguire ricerche su internet, programmare eventi e sveglie, e regolare impostazioni hardware del dispositivo dell'utente. A differenza di Google Now, tuttavia, l'Assistente può interagire con l'utente tramite conversazioni più naturali, tramite l'algoritmo di elaborazione di linguaggio naturale di Google. L'Assistente può anche tenere traccia di una lista della spesa, funzionalità precedentemente appartenente a Google Keep, con alcune limitazioni.
Nel maggio 2017, Google ha annunciato che l'Assistente avrebbe supportato input tramite tastiera, identificazione di oggetti tramite la fotocamera del dispositivo e la possibilità di effettuare pagamenti e spedire denaro.

## Lingue e dispositivi supportati
L'Assistente è disponibile su smartphone con Android 5.0 o successivi con almeno 1,5 GB di RAM e risoluzione 720p, nelle lingue inglese, francese, tedesca, giapponese, coreana e portoghese. Il supporto alla lingua italiana e spagnola è iniziato gradualmente il 1º novembre 2017. È disponibile anche su tablet con Android 7.0 e 6.0, ma solo in lingua inglese.
È inoltre disponibile in vari dispositivi, tra cui: 
- Google Home
- Google Home Mini
- Google Home Max
- Smartwatch con Android Wear (ora Wear OS) 2.0
- Google Pixelbook
- JBL Link[45]
- Sony LF-S50G[46]
- Zolo Mojo (from Anker)[47]
- Panasonic GA10[48]
- Onkyo G3[49]
- Mobvoi TicHome Mini[50]
- Nvidia Shield set-top box[51]
- Sonos One[52]